# میدوی، شهرستان جکسون، آرکانزاس
میدوی (به انگلیسی: Midway) یک منطقهٔ مسکونی در ایالات متحده آمریکا است که در شهرستان جکسون، آرکانزاس واقع شده‌است. میدوی ۷۰٫۱ متر بالاتر از سطح دریا واقع شده‌است.